# Kundali

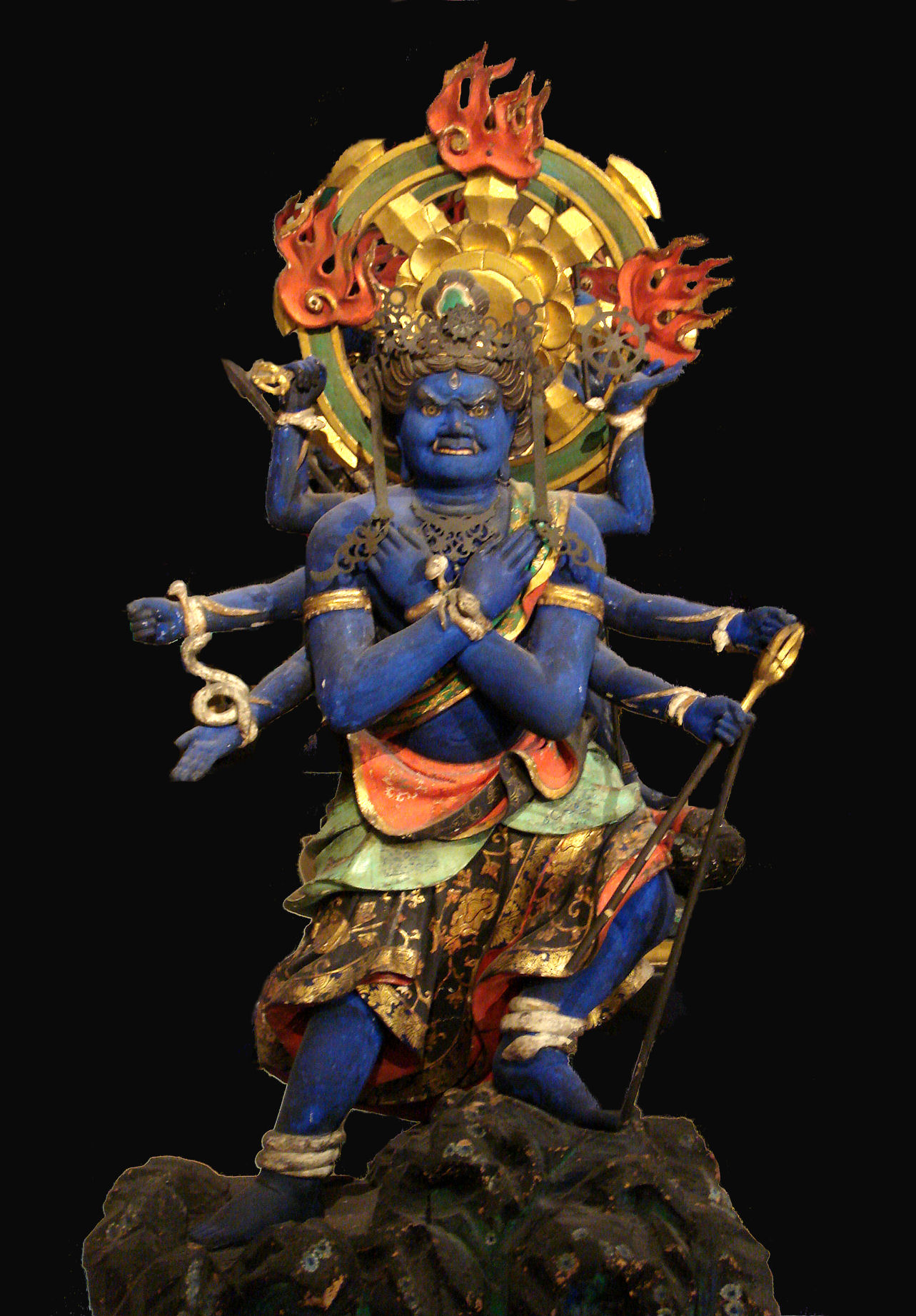
Kundali bölcsességkirály

A buddhizmusban Kundali (Kuṇḍali Vidyarāja vagy Amṛtakuṇḍalin, kínaiul  軍荼利明王 Jūntúlì míngwáng, japánul 軍荼利明王 Gundari Mjóó) egyike az Öt bölcsességkirálynak, aki az öt égtáj közül délen helyezkedik el. Ratnaszambhava bölcsességbuddha megnyilvánulásaként is számon tartják, s ő az aki szétosztja az amritát, ami a halhatatlanság mennyei nektára.
A vadzsrajána buddhizmus singon irányzatában szintén egyike az Öt bölcsességbuddha védelmezőinek.
Azt gondolják, hogy tisztelete a kundalin (egyfajta rejtett spirituális energia) hindu kultuszból ered, és úgy képzelik el mint egy kígyót, ami az ember gerincének aljára tekeredik. Megjelenését tekintve vagy egy arca és nyolc karja van (általában ebben a formában látható), vagy négy arca és négy keze.